# Hueypoxtla
Hueypoxtla és un municipi a l'estat de Mèxic al nord-oest de l'estat. Confronta al nord amb l'Estat d'Hidalgo, a l'oest amb els municipis d'Apaxco i Tequixquiac, al sud amb el municipi de Zumpango. Hueypoxtla, prové de la llengua nàhuatl, és un topònim aglutinat que es compon de tres paraules: Hueyi = gran, pochtli = comerç i tlan = lloc; Hueyipochtlan= (lloc dels gran mercaders).

## Geografia
El territori municipal de Hueypoxtla és a l'extrem septentrional de la vall del Mezquital, entre les coordenades geogràfiques extremes: latitud nord en el paral·lel 19 ° 58 '11 ", en paral·lel 20 ° 01' 51"; i longitud oest del meridià de Greenwich 99 ° 05 '00 ", al meridià 99 ° 11' 52"; és al nord-est de l'estat de Mèxic i al nord de la ciutat de Mèxic. La capital municipal és a una distància aproximada de 90 quilòmetres de la Ciutat de Mèxic i 298 quilòmetres de la ciutat de Toluca de Lerdo.
El municipi limita al nord i a l'oest amb el estat d'Hidalgo, al sud amb Zumpango, a l'oest amb el municipi de Tequixquiac i a l'est amb Hidalgo. El seu cap de municipi és Hueypoxtla, dintre del municipi existeix els poblats de Santa María Ajoloapan i San Marcos Jilotzongo.
Hueypoxtla com a zona orogràfica comprèn la transició de la Vall de Mèxic cap a la Vall del Mezquital, la major extensió muntanyosa és la Serralada de Tezontlalpan que limita amb l'estat d'Hidalgo i el municipi de Apaxco, al sud amb Lomas de España compartit amb el municipi de Zumpango, l'altitud màxima del municipi és el Cerro de El Picacho, elevació amb de msnm.